# Seppo Honkapohja

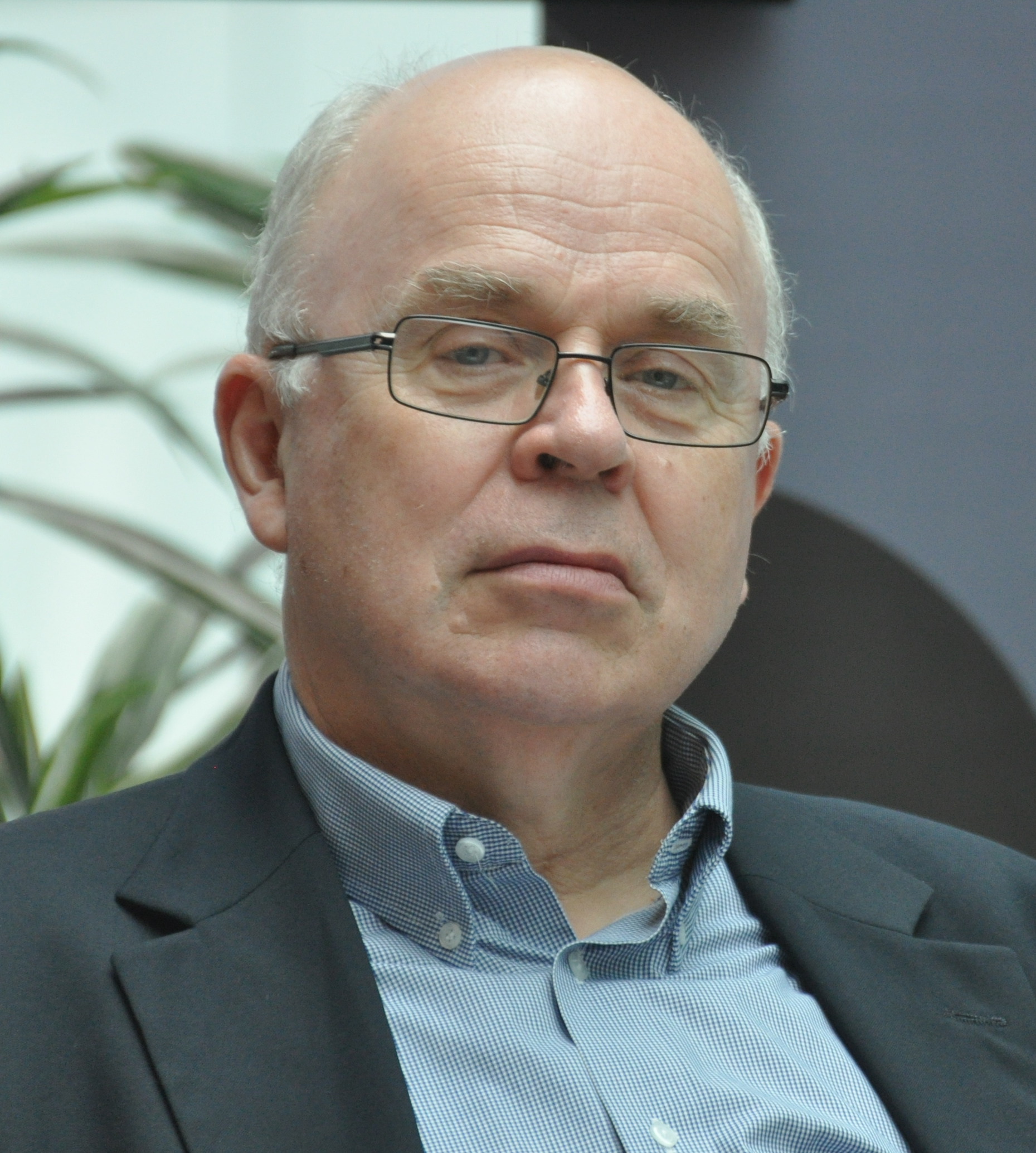
Seppo Honkapohja

Seppo Mikko Sakari Honkapohja, född 7 mars 1951 i Helsingfors, är en finländsk nationalekonom.
Honkapohja blev politices doktor 1979. Han var 1975–1987 forskningsdirektör vid Yrjö Jahnssons stiftelse, 1987–1991 professor i nationalekonomi vid Åbo handelshögskola och 1992–2003 vid Helsingfors universitet. Han har i två repriser, 1989–1995 och 2000–2005, varit professor vid Finlands Akademi; han utnämndes 2003 till professor i Cambridge. År 1991 utnämndes han till ledamot av Finska Vetenskapsakademien.
Honkapohja har främst intresserat sig för makroekonomisk teori och utvecklat modeller för hur inlärda mönster och förväntningar påverkar beteendet då förändringar i den ekonomiska strukturen inträffar. Han har även studerat den ekonomiska depressionen i Finland i början av 1990-talet och EMU:s effekter på Finland.